# Соловьёв, Сергей Леонидович
Серге́й Леони́дович Соловьёв (12 апреля 1930, Новгород, Ленинградская область — 9 марта 1994, Москва) — советский геофизик, сейсмолог, академик РАН (1991).

## Биография
Родился 12 апреля 1930 года в городе Новгороде в семье врачей.
В 1953 году окончил физический факультет Ленинградского университета, в 1956 году — аспирантуру Геофизического института АН СССР. После его реорганизации работал в Институте физики Земли АН СССР. Защитил кандидатскую («Об энергетической классификации землетрясений в СССР», руководитель — Е. Ф. Саваренский), в 1970 — докторскую диссертацию («Сейсмические условия возникновения цунами»).
В 1961 году возглавил отдел сейсмологии Сахалинского комплексного НИИ АН СССР (с 1965 года также заместитель директора).
В 1968 году вернулся в Москву в лабораторию региональной сейсмологии ИФЗ АН СССР.
В 1971 году возглавил СахНИИ АН СССР.
С 1978 год заведовал лабораторией сейсмологии (с 1985 года также отделом геофизики) Института океанологии АН СССР.
Основные труды посвящены классификации землетрясений, сейсмичности и сейсморайонированию, глубинному строению Курило-Камчатской дуги и прилегающих акваторий, проблеме цунами, гидроакустическим волнам подводных землетрясений. Организатор круглогодичного наблюдения и службы предупреждения о цунами на Курильских островах, комплексной геолого-геофизической съёмки Охотского моря, шельфа Сахалина и дна Курило-Камчатского глубоководного жёлоба. Разрабатывал глубоководные самовсплывающие донные сейсмографы, участвовал в составлении «Атласа землетрясений в СССР» (1962), «Каталога цунами на западном побережье Тихого океана» (1974) и «Каталога цунами на восточном побережье Тихого океана» (1975).
Подготовил 1 доктора и 12 кандидатов наук. Автор около 500 научных работ, в том числе 10 монографий, а также 30 изобретений.
Поддержал новое научное направление — теорию самоорганизации и саморегуляции природных систем D-SELF.
Скончался 9 марта 1994 года в Москве, похоронен на Донском кладбище.

## Награды и премии
- золотая медаль ВДНХ (1974, 1980)[9]
- орден Трудового Красного Знамени (1975)[9][10]
- серебряная медаль ВДНХ (1978)[9]
- почётный знак «Изобретатель СССР» (1985)[9]
- медаль «Ветеран труда» (1988)[9]
- Премия Адамса Международного общества по изучению природных катастроф (1988)[9] — за многолетний выдающийся вклад в изучение землетрясений, цунами и систем предупреждения о цунами[9]
- Почётная грамота Президиума АН СССР и Президиума ЦК профсоюзов работников народного образования и науки (1990)[9].

## Память
Европейский союз наук о Земле в 1996 году учредил Медаль имени Сергея Соловьёва, которой награждаются учёные, внесшие существенный вклад в изучение природных катастроф.
Президиум ДВО РАН учредил премию имени академика С. Л. Соловьёва за научные достижения в области изучения природных катастроф.
8 июня 2011 года на здании Института морской геологии и геофизики ДВО РАН установлена памятная доска С. Л. Соловьёву.